# Milad Karimi
Milad Karimi (kazakh: Милад Карими; Almati, 21 de juny de 1999) és una gimnasta artística kazakh. Va representar Kazakhstan als Jocs Olímpics d'estiu de 2020 a Tòquio, Japó. És el medallista de bronze mundial 2023 a l'exercici de terra.

## Carrera
El 2017, va guanyar la medalla de bronze a la prova de barra fixa al Campionat Asiàtic de Gimnàstica Artística celebrat a Bangkok, Tailàndia. Uns mesos després, va representar Kazakhstan a la Universiada d'estiu de 2017 a Taipei, Taiwan, sense guanyar cap medalla. El mateix any, també va competir en l'exercici de terra al Campionat Mundial de Gimnàstica Artística 2017 celebrat a Mont-real, Quebec, Canadà.
Va representar Kazakhstan als Jocs Asiàtics de 2018 celebrats a Jakarta, Indonèsia. A la barra fixa va acabar en 8è lloc a la final i a l' exercici de terra va acabar en 5è lloc a la final. També va competir a la prova per equips artístics masculins on Kazakhstan va acabar en 6è lloc a la final.
El 2019, va guanyar la medalla de plata a la prova de barra fixa a la Universiada d'estiu celebrada a Nàpols, Itàlia. El 2020, va guanyar la medalla de bronze a l'exercici de terra a Melbourne, Austràlia, com a part de la sèrie de la Copa del Món de gimnàstica artística FIG 2020. També va guanyar la medalla de plata a la prova de barra fixa. A la competició celebrada a Bakú, Azerbaidjan, també va guanyar la medalla de bronze en l'exercici de terra.
Va representar el seu país als Jocs Olímpics d'estiu de 2020. Es va classificar per a la final de l'exercici complet, així com per a les finals d'aparells de l'exercici de terra i barra fixa. Va acabar 14è a les finals generals, 5è en planta i 8è a la barra horitzontal.
Al campionat del món de 2023 va guanyar la seva primera medalla en un campionat del món en obtenir el bronze a l'exercici de terra. També es va classificar per a la final de l'exercici complet i barra fixa en què va acabar en cinquena i quarta posició respectivament.

## Història competitiva
| Any                      | Esdeveniment                  | Equip  | ECI    | FX     | PH     | SR     | VT     | PB     | HB     |
| Júnior                   | Júnior                        | Júnior | Júnior | Júnior | Júnior | Júnior | Júnior | Júnior | Júnior |
| ------------------------ | ----------------------------- | ------ | ------ | ------ | ------ | ------ | ------ | ------ | ------ |
| 2014                     |                               |        |        |        |        |        |        |        |        |
| Campionat asiàtic júnior | 4                             |        |        |        |        |        |        |        |        |
| Copa Voronin             | 8                             | 5      | 1      | 4      | 7      |        | 5      | 6      |        |
| 2015                     | Copa Voronin                  | 5      | 5      | 4      | 4      | 5      | 7      |        | 2      |
| Sènior                   |                               |        |        |        |        |        |        |        |        |
| 2017                     | Copa del Món de Doha          |        |        | 2      |        |        |        |        |        |
| 2017                     | Campionat asiàtic             |        | 5      | 6      |        |        |        | 7      | 3      |
| 2018                     | President's Cup               |        | 1      | 3      |        |        |        | 1      | 4      |
| 2018                     | Campionat del Kazakhstan      |        |        | 2      |        |        |        |        |        |
| 2018                     | Jocs Asiàtics                 | 6      |        | 5      |        |        |        |        | 8      |
| 2018                     | Campionat del Món             | 16     |        |        |        |        |        |        |        |
| 2018                     | Copa del Món de Cottbus       |        |        |        |        |        | 5      |        |        |
| 2019                     | Copa del Món de Melbourne     |        |        |        |        |        | 8      |        | 8      |
| 2019                     | Copa del Món de Koper         |        |        | 2      |        |        | 8      | 2      |        |
| 2019                     | Copa del Món de Baku          |        |        | 7      |        |        |        |        |        |
| 2019                     | Copa del Món de Doha          |        |        |        |        |        |        |        | 8      |
| 2019                     | Campionat asiàstic            | 5      | 11     | 2      |        |        | 3      | 5      | 8      |
| 2019                     | Universiade d'estiu           |        | 5      | 7      |        |        |        | 4      | 2      |
| 2019                     | Campionat del Món             |        | 21     |        |        |        |        |        |        |
| 2019                     | Copa del Món de Cottbus       |        |        | 8      |        |        |        |        |        |
| 2020                     | Copa del Món de Melbourne     |        |        | 3      |        |        | 4      | 7      | 2      |
| 2020                     | Copa del Món de Szombathely   |        |        | 7      |        |        | 6      | 2      | 2      |
| 2021                     | Copa Internacional d'Ukraïna  |        | 5      | 1      | 8      | 5      |        | 2      | 1      |
| 2021                     | Copa del Món d'Osjiek         |        |        | 1      |        |        | 3      | 2      | 4      |
| 2021                     | Copa del Món de Doha          |        |        | 5      | 5      |        | 7      | 4      | 3      |
| 2021                     | Jocs Olímpics                 |        | 14     | 5      |        |        |        |        | 8      |
| 2021                     | Copa del Món de Mersin        |        |        |        |        |        | 2      |        | 7      |
| 2021                     | Campionat del Món             |        | WD     | 7      |        |        |        |        | 5      |
| 2022                     | Copa del Món de Cottbus       |        |        | 5      |        |        | 4      |        | 8      |
| 2022                     | Copa del Món de Doha          |        |        | 4      |        |        |        | 2      |        |
| 2022                     | Copa del Món de Baku          |        |        | 2      |        |        |        |        |        |
| 2022                     | Campionat asiàtic             | 5      | 10     |        |        |        |        | 4      | 3      |
| 2022                     | Jocs de la Solidatit Islàmica | 3      | 4      | 4      | 8      |        |        | 4      | 2      |
| 2022                     | Copa Challenge Szombathely    |        |        | 2      |        |        |        |        |        |
| 2022                     | Campionat del Món             | 18     |        | 8      |        |        |        |        |        |
| 2023                     | Copa del Món de Cottbus       |        |        | 7      |        |        |        |        |        |
| 2023                     | Copa del Món de Doha          |        |        |        |        |        |        | 6      | 6      |
| 2023                     | Copa del Món de Baku          |        |        | 1      |        |        |        |        |        |
| 2023                     | Copa del Món del Caire        |        |        | 6      |        |        |        |        |        |
| 2023                     | Universiada                   | 5      | 5      | 2      |        |        | 3      |        | 1      |
| 2023                     | Campionat del Món             |        | 5      | 3      |        |        |        |        | 4      |